# Cosimo Fusco
Cosimo Massimo Fusco (Matera, 23 settembre 1962) è un attore italiano, famoso soprattutto per aver interpretato il ruolo di Pablo (Paolo nella versione originale) nella serie televisiva Friends e il ruolo del giudice Somaschi nella serie Il bene e il male.

## Biografia
Originario di Matera, in Basilicata, Fusco ha studiato tra Los Angeles, Roma (dove risiede) e Parigi. Ha ricoperto diversi ruoli in serie televisive e film italiani, tedeschi e americani. La sua più recente interpretazione cinematografica si è registrata in Dickens - L'uomo che inventò il Natale, ma in precedenza era apparso, tra l'altro, nei film Fuori in 60 secondi e Angeli e demoni, nella serie La piovra 5 - Il cuore del problema, in un episodio di Alias e nell'episodio Il rosso è il nuovo nero della quarta stagione del telefilm The Mentalist.
Parla correntemente, oltre alla lingua madre, l'inglese e il francese.

## Filmografia

### Cinema
- Domino, regia di Ivana Massetti (1988)
- Rossini! Rossini!, regia di Mario Monicelli (1991)
- The Eighteenth Angel, regia di William Bindley (1997)
- Terra bruciata, regia di Fabio Segatori (1999)
- Fuori in 60 secondi (Gone in Sixty Seconds), regia di Dominic Sena (2000)
- Il cartaio, regia di Dario Argento (2004)
- La terza stella, regia di Alberto Ferrari (2005)
- La porta delle 7 stelle, regia di Pasquale Pozzessere (2005)
- Harb Atalia, regia di Ahmed Saleh (2005)
- Amore e libertà - Masaniello, regia di Angelo Antonucci (2006)
- Mineurs, regia di Fulvio Wetzl (2007)
- Angeli e demoni (Angels & Demons), regia di Ron Howard (2009)
- Butterfly Zone - Il senso della farfalla, regia di Luciano Capponi (2009)
- Berberian Sound Studio, regia di Peter Strickland (2012)
- Dickens - L'uomo che inventò il Natale (The Man Who Invented Christmas), regia di Bharat Nalluri (2017)
- Lucania, regia di Gigi Roccati (2018)
- Non odiare, regia di Mauro Mancini (2020)
- Veneciafrenia - Follia e morte a Venezia (Veneciafrenia), regia di Álex de la Iglesia (2022)

### Televisione
- Aquile, regia di Antonio Bido e Nini Salerno – film TV (1989)
- L'Achille Lauro - Viaggio nel terrore (Voyage of Terror: The Achille Lauro Affair), regia di Alberto Negrin – film TV (1990)
- Il giudice istruttore – serie TV, 1 episodio (1990)
- La piovra 5 - Il cuore del problema, regia di Luigi Perelli – miniserie TV (1990)
- Friends – serie TV, episodi 1x07, 1x11, 1x12, 2x01 (1994-1995)
- Hotel Alexandria – miniserie TV (1999)
- Una donna per amico 3 – serie TV (2001)
- Don Matteo – serie TV, episodio La confessione (2001)
- Alias – serie TV, episodio 1x09 (2001)
- Valeria medico legale – serie TV, episodio Buon compleanno Valeria (2002)
- Utta Danella – serie TV, episodio Eine Liebe in Venedig (2005)
- Lucia, regia di Pasquale Pozzessere – film TV (2005)
- San Pietro, regia di Giulio Base – miniserie TV (2005)
- La provinciale, regia di Pasquale Pozzessere – miniserie TV (2006)
- Roma – serie TV, 4 episodi (2007)
- Io e mamma – miniserie TV (2007)
- Ho sposato uno sbirro – serie TV, 1 episodio (2008)
- Coco Chanel, regia di Christian Duguay – miniserie TV (2008)
- Il bene e il male – serie TV, 11 episodi (2009)
- Moana, regia di Alfredo Peyretti – miniserie TV (2009)
- Il falco e la colomba – miniserie TV (2009)
- Sant'Agostino, regia di Christian Duguay – miniserie TV (2010)
- Boris – serie TV, 1 episodio (2010)
- Salto vitale, regia di Bernd Fischerauer – film TV (2011)
- The Mentalist – serie TV, episodio 4x13 (2012)
- The Vatican, regia di Ridley Scott – film TV (2013)
- 1993, regia di Giuseppe Gagliardi, episodio 2x02 (2017)
- 30 Coins - Trenta denari (30 monedas) – serie TV, 16 episodi (2020-2023)
- The Reunion (La Jeune Fille et la Nuit), regia di Bill Eagles – miniserie TV (2022)
- Vikings: Valhalla – serie TV, 2 episodi (2024)

## Doppiatori italiani
Nelle versioni in italiano delle opere in cui ha recitato, Cosimo Fusco è stato doppiato da:
- Marco Mete in Friends
- Mario Zucca in Vikings: Valhalla